# Hucho
Hucho – rodzaj ryb łososiokształtnych z rodziny łososiowatych (Salmonidae).

## Występowanie
Hucho hucho w Europie, pozostałe gatunki w Azji.

## Klasyfikacja
Gatunki zaliczane do tego rodzaju:
- Hucho bleekeri
- Hucho hucho – głowacica[3]
- Hucho ishikawae
- Hucho taimen – tajmień[4], tajmen[5]

Gatunkiem typowym jest Salmo hucho (H. hucho).

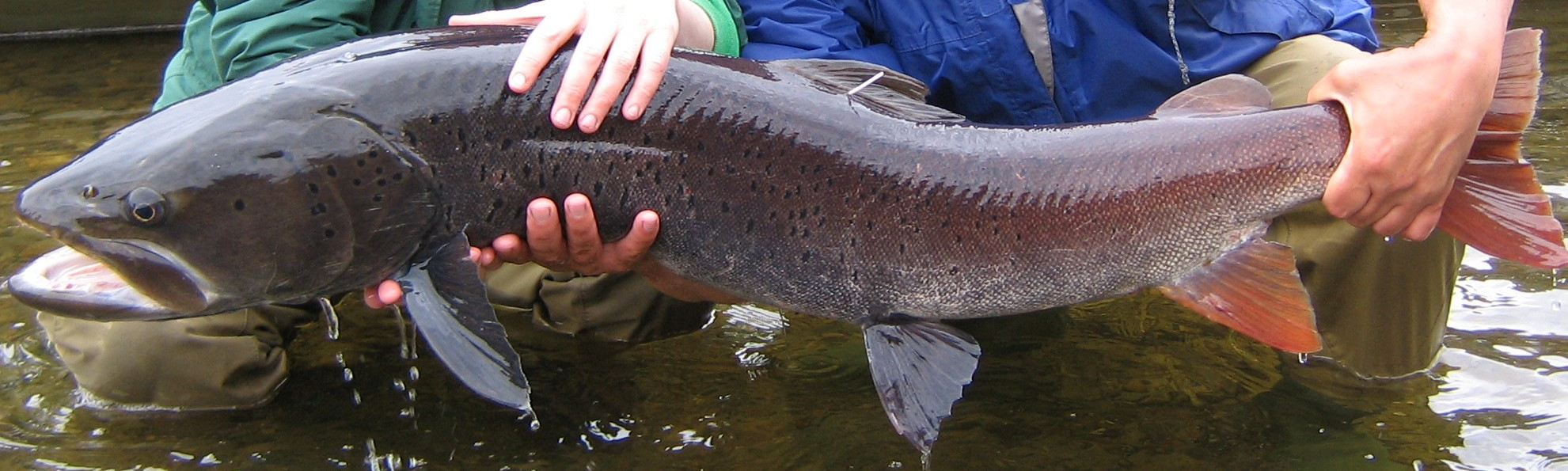
Hucho taimen